# Jerry Quarry
Jerry Quarry (ur. 15 maja 1945 w Bakersfield w stanie Kalifornia, zm. 3 stycznia 1999 w Templeton w Kalifornii) – amerykański bokser wagi ciężkiej.
Był czołowym pięściarzem kategorii ciężkiej na przełomie lat 60. i 70. zeszłego wieku. Jako jeden z nielicznych białych bokserów walczył jak równy w równym z najlepszymi zawodnikami tego okresu.
Jako bokser amatorski zdobył w 1965 Złote Rękawice, nokautując wszystkich rywali.
Rozpoczął karierę boksera zawodowego w 1965. W tym roku wygrał 13 walk i 1 zremisował. W 1966 stoczył 10 walk, z których 7 wygrał, 2 zremisował, a 1 przegrał (pokonał go Eddie Machen). W 1967 pokonał Briana Londona, a w czerwcu zremisował z byłym mistrzem świata Floydem Pattersonem.
Gdy Muhammad Ali został pozbawiony tytułu mistrza świata w kwietniu 1967 za odmowę służby wojskowej, World Boxing Association zorganizowała turniej z udziałem ośmiu pięściarzy (w tym Quarry’ego), który miał wyłonić nowego mistrza. Quarry pokonał najpierw Floyda Pattersona 28 października 1967, następnie Thada Spencera 3 lutego 1968, a 27 kwietnia tego roku w Oakland zmierzył się z Jimmym Ellisem o wakujący tytuł mistrza świata WBA, przegrywając niejednogłośnie po 15 rundach.
Następnie Quarry wygrał pięć kolejnych walk (w tym z Busterem Mathisem), po czym 23 czerwca 1969 w Madison Square Garden w Nowym Jorku zmierzył się z Joe Frazierem w walce o pas mistrza świata uznawanego przez New York State Athletic Commission. Frazier obronił tytuł wygrywając przez poddanie w 7. rundzie (Quarry nie mógł widzieć przez zapuchnięte oczy). Pojedynek ten został uznany za walkę roku 1969 przez magazyn bokserski The Ring. W tym samym roku Quarry wygrał przez nokaut w 1. rundzie z Brianem Londonem, a w grudniu został znokautowany przez George’a Chuvalo w 7. rundzie. 17 czerwca 1970 w Madison Square Garden znokautował w 6. rundzie Maca Fostera, który wszystkie dotychczasowe 24 walki wygrał przed czasem.
Gdy Muhammad Ali powrócił na ring po dyskwalifikacji, jego pierwszym przeciwnikiem był Quarry. 26 października 1970 w Atlancie Ali zwyciężył przez techniczny nokaut w 3. rundzie. W 1971 Quarry wygrał m.in. z Jackiem Bodellem przez nokaut w 1. rundzie, a w 1972 pokonał Eduardo Corlettiego i Larry’ego Middletona. W czerwcu tego roku ponownie przegrał z Muhammadem Alim, tym razem przez techniczny nokaut w 7. rundzie. W 1973 stoczył pięć zwycięskich walk, w tym z niepokonanym dotąd Ronem Lyle i Earniem Shaversem, którego pokonał przez techniczny nokaut w 1. rundzie.
Od 1974 Quarry’emu zaczęło szwankować zdrowie. Walczył w tym roku tylko dwa razy. Pokonał przez nokaut w 2. rundzie mało znanego Joe Alexandra, ale w pierwszej był liczony. następnie przegrał przez techniczny nokaut w 5. rundzie z Joe Frazierem. W 1975 po wygraniu jednej walki przegrał następną z Kenem Nortonem przez techniczny nokaut w 5. rundzie.
Po tej walce wycofał się, ale w 1977 powrócił i stoczył jedną walkę z Lorenzo Zanonem z Włoch, którą wygrał przez techniczny nokaut w 9. rundzie, ale do tego czasu wyraźnie przegrywał na punkty. W 1983 pokonał dwóch mało znanych przeciwników, a w 1992 przegrał wyraźnie po 6 rundach z początkującym Ronem Cranmerem.
Cierpiał na encefalopatię bokserską, która spowodowała otępienie i zanik pamięci. Musiał pozostawać pod opieką rodziny. Jego starszy brat James założył fundację imienia Jerry’ego Quarry’ego, która wspomaga ofiary encefalopatii bokserskiej.
Jerry Quarry zmarł w wieku 53 lat na zawał serca w następstwie zapalenia płuc. Jego dwaj młodsi bracia Mike i Bobby byli również zawodowymi bokserami, Mike walczył o tytuł mistrza świata w wadze półciężkiej (przegrał z Bobem Fosterem).